# Mercer (Dakota del Nord)
Mercer és una població dels Estats Units a l'estat de Dakota del Nord. Segons el cens del 2000 tenia 86 habitants.

## Demografia
Segons el cens del 2000, Mercer tenia 86 habitants, 49 habitatges, i 22 famílies. La densitat de població era de 150,9 hab./km².
Dels 49 habitatges en un 18,4% hi vivien nens de menys de 18 anys, en un 36,7% hi vivien parelles casades, en un 4,1% dones solteres, i en un 55,1% no eren unitats familiars. En el 55,1% dels habitatges hi vivien persones soles el 32,7% de les quals corresponia a persones de 65 anys o més que vivien soles. El nombre mitjà de persones vivint en cada habitatge era d'1,76 i el nombre mitjà de persones que vivien en cada família era de 2,59.
Per edats la població es repartia de la següent manera: un 16,3% tenia menys de 18 anys, un 2,3% entre 18 i 24, un 20,9% entre 25 i 44, un 29,1% de 45 a 60 i un 31,4% 65 anys o més.
L'edat mediana era de 51 anys. Per cada 100 dones de 18 o més anys hi havia 71,4 homes.
La renda mediana per habitatge era de 28.750 $ i la renda mediana per família de 46.250 $. Els homes tenien una renda mediana de 48.125 $ mentre que les dones 15.000 $. La renda per capita de la població era de 18.937 $. Entorn del 25% de les famílies i el 25,3% de la població estaven per davall del llindar de pobresa.

## Poblacions més properes
El següent diagrama mostra les poblacions més properes.